# Lødingen
Lødingen ist eine Kommune im norwegischen Fylke Nordland. Die Kommune hat 2067 Einwohner (Stand: 1. Januar 2025). Verwaltungssitz ist der gleichnamige Ort Lødingen.

## Geografie

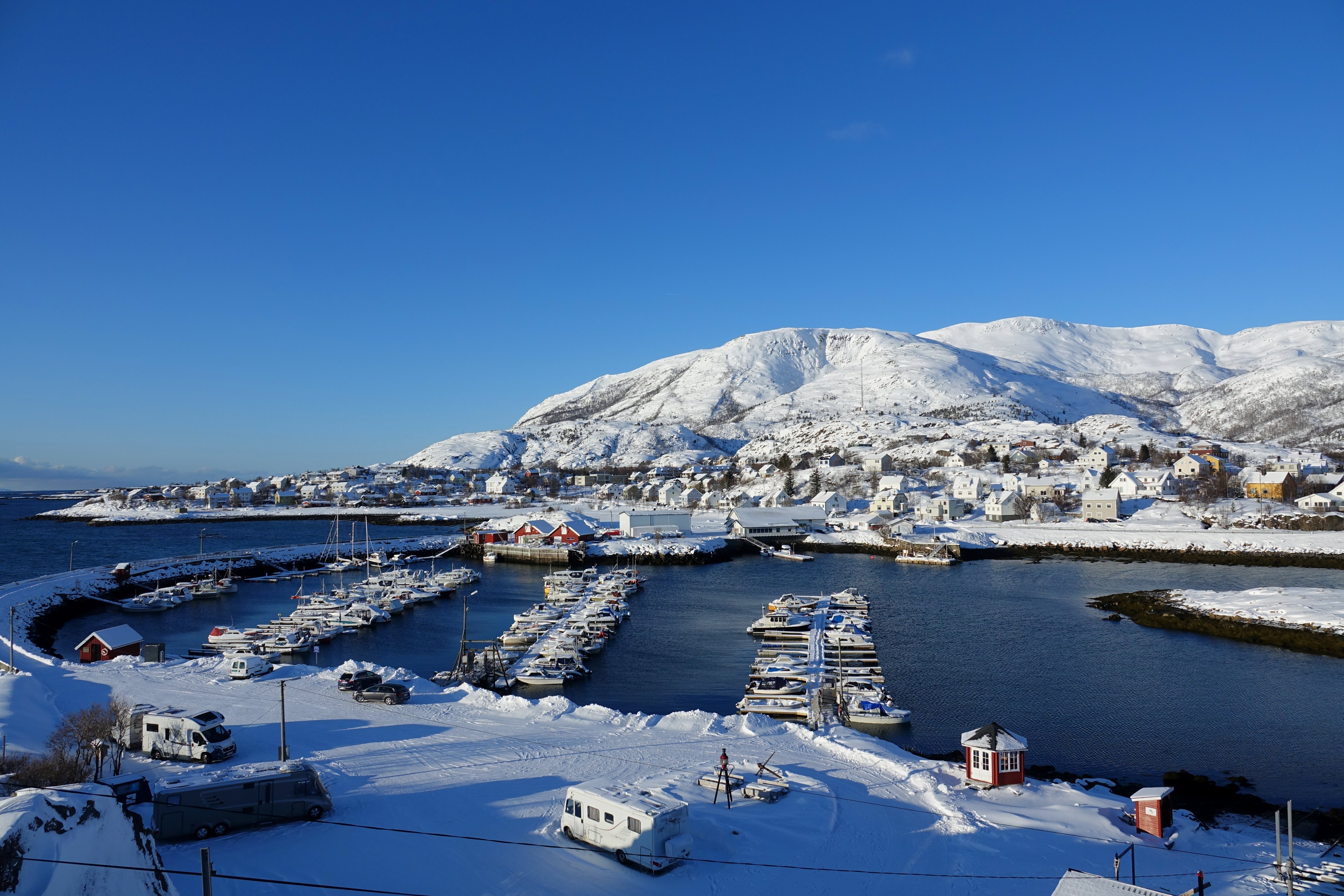
Blick auf Lødingen

Die Gemeinde umfasst den südöstlichen Teil der Insel Hinnøya sowie weitere kleinere Inseln. Die Insel Hinnøya ist die größte Insel des norwegischen Hauptlandes und wird der Inselgruppe Vesterålen zugerechnet. Auf der Insel bestehen Landgrenzen zu Kvæfjord im Norden, Tjeldsund im Nordosten, Vågan im Südwesten, Hadsel im Westen sowie Sortland im Nordwesten. Zum auf der Insel Tjeldøya gelegenen Teil von Tjeldsund verläuft im Osten eine Grenze in der Meeresenge Tjeldsundet. Im Süden liegt der Fjord Vestfjorden, in dem die Kommune Lødingen Seegrenzen zu Narvik im Südosten und Hamarøy im Süden hat. Die Gemeindegrenzen zu Tjeldsund und Kvæfjord stellen zugleich die Grenze zwischen den Fylkern Nordland und Troms dar.
In das Gebiet der Gemeinde Lødingen schneidet sich von Süden kommend der Øksfjord, ein Nebenarm des Vestfjords in die Insel ein. Weiter östlich ragt ebenfalls von Süden her der Kanstadfjord in die Kommune. Im Nordwesten des Gemeindeareals liegt der Møysalen-Nationalpark. Die höchste Erhebung ist der Møysalen mit einer Höhe von 1263,2 moh. Im Inselinneren ist das Terrain von Bergen geprägt, an der Küste gibt es einen flacheren Küstenstreifen.

## Einwohner
Die Einwohner leben vor allem an der Südküste der Hinnøya und dort verstärkt konzentriert um die Ortschaft Lødingen an der Südostküste. Bis in die 1980er-Jahre waren die Einwohnerzahlen weitgehend gleich geblieben, bevor es zu einem Rückgang kam. Der Ort Lødingen ist der einzige sogenannte Tettsted in der Kommune, also die einzige Ansiedlung, die für statistische Zwecke als ein urbaner Raum gewertet wird. Der Ort hat 1701 Einwohner (Stand: 1. Januar 2024).
Die Einwohner der Gemeinde werden Lødingsværing genannt. Offizielle Schriftsprache ist wie in vielen Kommunen in Nordland Bokmål, also die weiter verbreitete der beiden norwegischen Sprachformen.
| Jahr          | 1986 | 1990 | 1995 | 2000 | 2005 | 2010 | 2015 | 2020 | 2025 |
| ------------- | ---- | ---- | ---- | ---- | ---- | ---- | ---- | ---- | ---- |
| Einwohnerzahl | 2968 | 2843 | 2674 | 2471 | 2349 | 2181 | 2160 | 2034 | 2067 |

## Geschichte
Die Kommune wurde nach der Einführung der lokalen Selbstverwaltung im Jahr 1837 gegründet. Zum 1. Januar 1869 wurde Tysfjord mit 1402 Einwohnern abgespalten. Lødingen verblieb mit 2064 Bewohnern. Die Gemeinde Tjeldsund wurde am 1. Januar 1909 abgespalten. Lødingen hatte anschließend 3034 Einwohner, das neu gegründete Tjeldsund 1404. Am 1. Januar 1962 ging ein von 433 Personen bewohntes Gebiet an Ballangen über. Zum 1. Januar 1964 ging das bis dahin zu Lødingen gehörende Gebiet auf der Tjeldøya in die Kommune Tjeldsund ein.
Die Lødingen kirke in der Ortschaft Lødingen ist eine Holzkirche aus dem Jahr 1897. Weiter im Westen der Kommune liegt die Vestbygd kirke, die ebenfalls eine Holzkirche ist und im Jahr 1885 erbaut wurde.

## Wirtschaft und Infrastruktur

### Verkehr

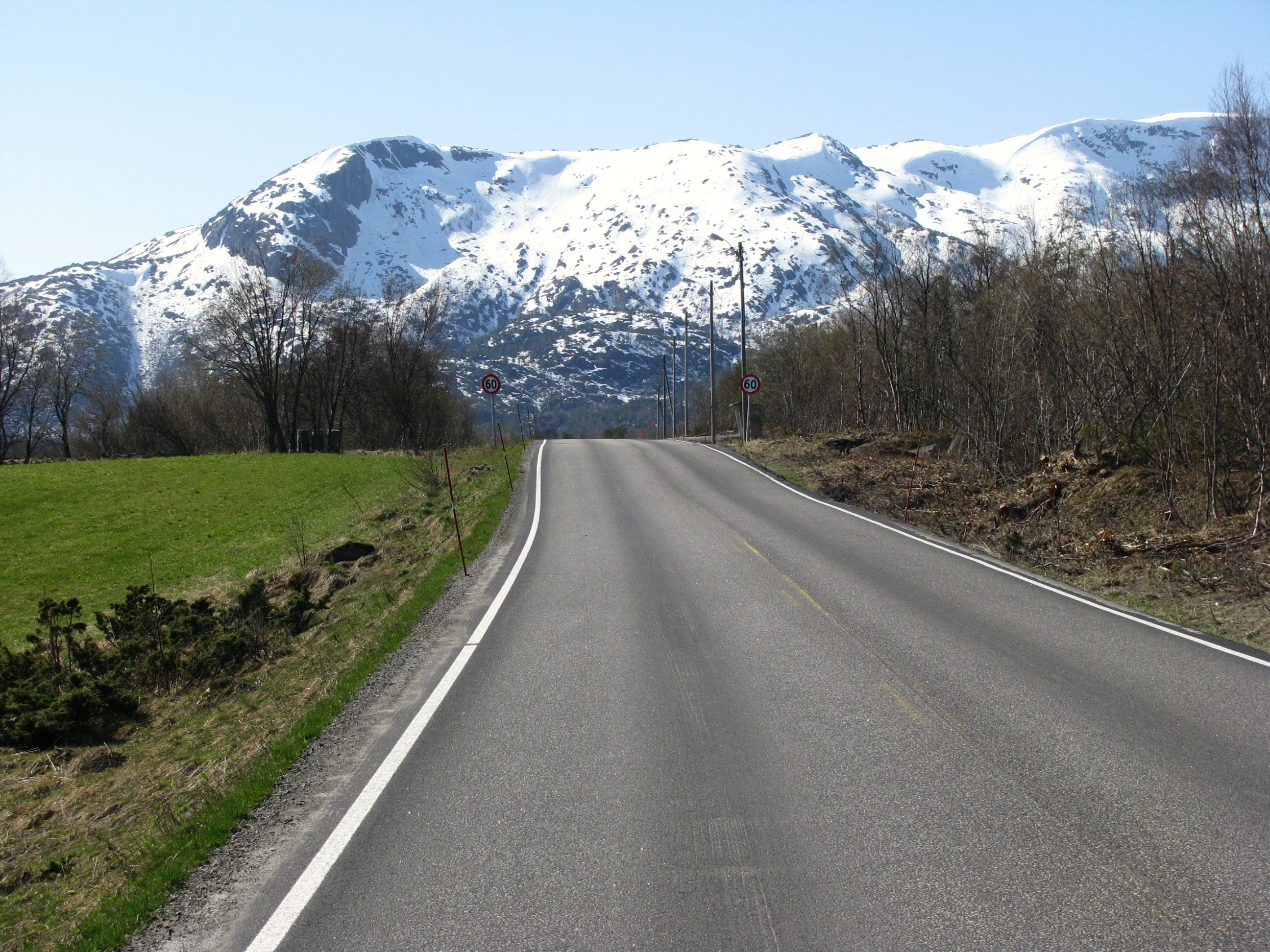
Europastraße 10 in Lødingen

Durch Lødingen verläuft die Europastraße 10 (E10), welche vom westlichen Ende der Inselgruppe Lofoten bis an die schwedische Grenze führt. Von Hadsel kommend führt die Straße zunächst über den Øksfjord und durch den Sørdalstunnel in die Gemeinde Kvæfjord. Von dort kommt sie weiter östlich wieder in die Kommune Lødingen, wo sie zunächst an der Ostküste des inneren Teils des Kanstadsfjords nach Süden führt. Später knickt sie nach Osten an die Südostküste ab. Dort mündet der Riksvei 85 von der Ortschaft Lødingen im Süden kommend in die E10. Die E10 führt von der Einmündung der Straße entlang des Tjeldsundets Richtung Norden in die Gemeinde Tjeldsund. Die Verbindung ist Teil der Straßenverbindung Lofast (Lofoten fastlandsforbindelse, deutsch: Lofoten-Festlandsverbindung).

### Wirtschaft
Wichtiger Faktor in der Lokalwirtschaft ist der Dienstleistungssektor in der Ortschaft Lødingen. Die meisten Bauernhöfe sind vergleichsweise kleine Betriebe, die Tierhaltung und insbesondere die Milchproduktion ist dabei dominierend. Im Bereich der Industrie ist vor allem die Lebensmittelindustrie mit der Fischverarbeitung stärker vertreten. Im Jahr 2021 arbeiteten von rund 880 Arbeitstätigen etwa 710 in Lødingen selbst, der Rest verteilte sich auf Gemeinden wie Sortland und Harstad.

## Name und Wappen
Das seit 1984 offizielle Wappen der Kommune zeigt auf rotem Hintergrund einen goldenen Valknut mit fünf Schleifen. Lødingen wurde um das Jahr 1430 herum im Zusammenhang als i Lodengia sokn erwähnt. Der Name setzt sich aus den beiden altnordischen Bestandteilen „(h)laða“ (deutsch Scheune) und „eng“ (deutsch Wiese) zusammen.

## Persönlichkeiten
- Olaf Kjelsberg (1857–1927), Ingenieur
- Dagfinn Bakke (1933–2019), Maler, Karikaturist und Illustrator